# Cédric Bakambu
Cédric Bakambu (ur. 11 kwietnia 1991 w Vitry-sur-Seine) – kongijski piłkarz francuskiego pochodzenia grający na pozycji napastnika w hiszpańskim klubie Real Betis oraz w reprezentacji Demokratycznej Republiki Konga. Półfinalista Pucharu Narodów Afryki 2023. Uczestnik Pucharu Narodów Afryki 2017 i 2019.

## Statystyki
| Sezon     | Klub                | Kraj                         | Rozgrywki          | Mecze | Bramki | Rozgrywki Kontynentalne      | Mecze | Bramki |
| --------- | ------------------- | ---------------------------- | ------------------ | ----- | ------ | ---------------------------- | ----- | ------ |
| 2010/11   | FC Sochaux          | Francja                      | Ligue 1            | 9     | 0      | –                            | –     | –      |
| 2011/12   | FC Sochaux          | Francja                      | Ligue 1            | 21    | 3      | –                            | –     | –      |
| 2012/13   | FC Sochaux          | Francja                      | Ligue 1            | 33    | 8      | –                            | –     | –      |
| 2013/14   | FC Sochaux          | Francja                      | Ligue 1            | 31    | 7      | –                            | –     | –      |
| 2014/15   | Bursaspor           | Turcja                       | Süper Lig          | 27    | 13     | –                            | –     | –      |
| 2015/16   | Villarreal CF       | Hiszpania                    | Primera División   | 34    | 12     | Liga Europy UEFA             | 13    | 7      |
| 2016/17   | Villarreal CF       | Hiszpania                    | Primera División   | 26    | 11     | Liga Europy UEFA             | 7     | 0      |
| 2017/18   | Villarreal CF       | Hiszpania                    | Primera División   | 15    | 9      | Liga Europy UEFA             | 5     | 3      |
| 2018      | Beijing Guoan       | Chiny                        | China Super League | 23    | 19     | –                            | –     | –      |
| 2019      | Beijing Guoan       | Chiny                        | China Super League | 16    | 10     | Liga Mistrzów AFC            | 6     | 3      |
| 2020      | Beijing Guoan       | Chiny                        | China Super League | 19    | 14     | Liga Mistrzów AFC            | 1     | 0      |
| 2021      | Beijing Guoan       | Chiny                        | China Super League | 13    | 5      | –                            | –     | –      |
| 2021/22   | Olympique Marseille | Francja                      | Ligue 1            | 12    | 4      | Liga Konferencji Europy UEFA | 7     | 0      |
| 2022/23   | Olympique Marseille | Francja                      | Ligue 1            | 3     | 0      | Liga Mistrzów UEFA           | 0     | 0      |
| 2022/23   | Olympiacos SFP      | Grecja                       | Superleague Ellada | 32    | 18     | Liga Europy UEFA             | 0     | 0      |
| 2023/2024 | Al-Nasr SC          | Zjednoczone Emiraty Arabskie | UAE Pro League     | 0     | 0      | -                            | -     | -      |
| 2023/2024 | Galatasaray SK      | Turcja                       | Süper Lig          | 3     | 0      | Liga Mistrzów UEFA           | 0     | 0      |

Stan na: 19 września 2023 r.
Bakambu był reprezentantem młodzieżowych drużyn Francji, grał w zespołach U-18, U-19 i U-20. Wystąpił na Mistrzostwach Europy U-19 w 2010, które odbyły się we Francji. W 2015 roku zdecydował się na grę w reprezentacji Demokratycznej Republiki Konga, z której pochodzi jego rodzina. W 2017 roku w Pucharze Narodów Afryki w Gabonie jego drużyna dotarła do ćwierćfinału.